# Regionaler Naturpark Montagne de Reims

Logo des Naturparks

Der Regionale Naturpark Montagne de Reims (französisch Parc naturel régional de la Montagne de Reims) erstreckt sich im Westen des Département Marne in der französischen Region Grand Est. Er liegt in einem Hügelland südlich der Stadt Reims, das den Namen Montagne de Reims trägt und wird im Süden vom Fluss Marne begrenzt und im Norden von der Vesle.

## Parkverwaltung
Die Parkverwaltung hat ihren Sitz in Pourcy (49° 9′ 27″ N, 3° 54′ 40″ O).
Der Naturpark wurde 1976 gegründet, umfasst eine Fläche von rund 53.300 Hektar und ein Einzugsgebiet von etwa 34.000 Einwohnern, das sich über 68 Gemeinden erstreckt. Weitere Zugangsorte sind mit dem Park assoziiert, die außerhalb des Parks liegen. Es sind dies:
- Reims
- Épernay
- Châlons-en-Champagne

## Landschaft und Lebensräume
siehe Hauptartikel Montagne de Reims